# 1992年の全日本F3選手権
1992年の全日本F3選手権（1992年のぜんにほんF3せんしゅけん）は、1992年（平成4年）3月7日 - 8日に鈴鹿サーキットで開幕し、同年11月14日 - 15日に鈴鹿サーキットで閉幕した全10戦による1992年シーズンの全日本F3選手権である。
シリーズチャンピオンは5勝を挙げたアンソニー・レイド（イギリス）が獲得した。

## 概要

### 1992シーズン
前年に高剛性シャシーによる高いコーナリング性能でシリーズを制したトムス・トヨタは、パウロ・カーカッシが全日本F3000にステップアップ。その後任としてイギリスF3で優勝経験を持つリカルド・リデルと、イタリアF3に参戦していた21歳の若手ジャック・ヴィルヌーヴを起用したトムスは前年に続く連覇を目指した。前年終盤より日本でのレース活動を開始したイギリスのベテラン、アンソニー・レイドは全日本F3を知り尽くす名門東名スポーツより参戦、前年のドイツF3でチャンピオンを獲得した実績を持つトム・クリステンセンがナビコネクションからフルエントリーが決まるなど、ヨーロッパ各国の実力者が多く顔をそろえた。シーズン中盤には全日本F3000に参戦中のミカ・サロがダブルエントリーでF3にも出場した。スコットランド出身の女性ドライバー、ヘザー・ベイリーを起用した「SHE'S F3」の参戦も話題の一つであった。
層が厚くなったヨーロッパ勢を迎え撃つ日本人ドライバーは、SUPER HAKKA RACING WORKS（戸田レーシング）のF3参戦プロジェクト終了により、高村一明が前年ランキング2位となりF3000へステップアップした金石勝智の後任としてCABINホシノレーシングのF3チームに移籍し、王座争いに絡むことが期待された。トムス・トヨタの3台目のマシンに乗る田中哲也、前年トップ集団に加わることが増えた石川朗のほか、本山哲、影山正美、PIAA Nakajimaの中野信治（全日本F3000とダブルエントリー）などがフルエントリーとなった。
2月の事前テストで話題となったのが、最大シェアを持つラルトの新車RT36がその前影投影面積の大きさから致命的なストレートの遅さを抱え、旧車となるRT35よりタイムが出ないことが判明。熟成の域にあるRT35よりも新設計RT36はラップタイムで1秒、直線の長い富士では2秒以上離されることが続いた。このため開幕戦・鈴鹿の予選では旧型RT35で出走するエントラントが続出。RT36の不作を証明するかのように最速タイムでPPを獲得したのはラルトRT35・無限に乗るアンソニー・レイドで、決勝でも優勝。レイドは続く富士、筑波、そして第4戦鈴鹿まで4連勝とポイントリードを築くことに成功。開幕からの4連勝は全日本F3史上初の快走劇であった。この状況を受け高村とクリステンセンはRT36を開幕戦のみであきらめ、第2戦からはRT35での出走を選択する。一方で5ZIGENの土屋圭市、PIAAナカジマの中野、ナウ・モータスポーツの光貞秀俊はRT36での出走を継続したが、いずれも成績が出ず苦戦した。第3戦富士ではRT36での出走は5台のみとなっていたが、予選を通過したのは光貞だけであり、決勝も12位に終わるなど他車のスリップストリームに入ることが出来ない致命的な直線の遅さがユーザーを悩ませた。第3戦富士ではRT35に乗り換えたCABIN IMPULの高村が復調しPPを獲得。決勝でもレイドとバトルを展開しトップで最終ラップに突入したが、レイドが1コーナーで逆転し0.3秒差で勝利した。
レイドの連勝は第5戦仙台ハイランドから流れが変わり、TI英田、MINEと続いたテクニカルコース3連戦でレイドは苦戦。この3戦ではMINEでの2位6ポイントしか獲得できなかった。代わって活躍したのはトムス・トヨタ勢で、開幕戦から全戦ポイント獲得と安定した結果を残していたヴィルヌーヴが第5戦仙台と第7戦MINEで優勝、第6戦TIではリデルが優勝とポイント差を詰めた。しかし、第8戦SUGOではF3初優勝を狙いしつこく追いすがる石川朗とのトップ戦いを制したレイドがシーズン5勝目を挙げ、2戦を残して1992年のチャンピオン獲得を果たした。終盤2戦はトムス勢が連勝しランキング2位ヴィルヌーブ、3位リデルでシーズンを閉めた。リデルはSUGOの決勝レースでデレック・ヒギンズのマシンと絡み、反動でマシンが反転し頭部を路面側に向けたままグラベルで大破する危険なクラッシュに遭うが、幸いにも負傷が無く、次戦からも無事参戦した。
クリステンセンは自身に責任がない形での車両違反による失格（第2戦筑波・タイヤ使用数規定違反、第3戦富士・車両重量規定違反、第6戦TI英田・決勝後再車検でエンジン規定違反失格）で6戦終了時点で半分となる3戦で成績が抹消されるという不運なシーズンを過ごしたが、毎レース表彰台争いに絡み評価を得て翌年のトムス・トヨタ移籍を決めた。
優勝は10戦全て外国籍ドライバーとなり、日本人でのランキング最上位は2位表彰台を二度記録した石川朗の4位となった。石川は翌年のF3000ステップアップの切符をつかんだ。

### 参戦シャシー
トムス・032F
前年に登場し王者となったカーボンファイバーモノコックを持つ『031F』と大きな変更はない熟成型の後継車。高いシャシー剛性からコーナリング性能でラルトを凌いだ。92年からのF3新規定に合わせてミッションをデフの後方に配置せざるを得なかったため、前年の最適な重量バランスが崩れておりシーズン序盤のラルト＋レイドの4連勝を許す結果となった。しかし中盤戦以後サスのジオメトリー変更など最適化が功を奏して中盤戦のテクニカルコース3連戦ではラルトに乗るレイドに対して完勝した。
ラルト・RT36
1991年からデビッド・ブラバムを開発ドライバーに起用し、同年秋に野田英樹がテスト走行を行いラルトが1992年用として発表したこれまでのF3車両を継承していない完全なる新車で、ラルトのロン・トーラナックではなく91年全日本タイトル獲得車のトムス031Fを作ったアンディ・サービィがデザインした。ラルトでは初となるフルカーボンモノコックをはじめ、そのカーボン素材もマーチ・エンジニアリングが90年から開発していた新配合素材を使用し高剛性を確保。ハイノーズ、斜めに角度の付いたフロントウイング、リヤの構成も後発のトムス、ボウマンが採用していたエアロダイナミクス重視のコイル&ダンパー配置など、最新トレンドが盛り込まれた意欲作で日本のエントラントに15台以上が販売された。しかし走り始めてみると開幕前テストからタイムが出ず失敗作であることが明らかとなり、旧モデルであるRT35に乗り換えるユーザーが続出した。
ラルト・RT35
本来ならばF3安全規定の変更によりRT35は出場できないはずだったが、救済措置により国際格式のレースを除き出場可とされ、国内格式である全日本選手権への出走が許された。1985年登場のラルト・RT30の流れを汲んでおり、完成度も信頼性もF3随一であるが、92年時点で唯一のアルミハニカム製のモノコックであり剛性が低く、コーナリング性能でカーボンモノコックをもつ他社との差が広がりつつあった。新車RT36の不評により92シーズンも活躍することとなった。
レイナード・923
F3で最初にカーボンモノコックを採用したレイナードの92年用新シャシー。1作目の853から基本コンセプトは受け継がれており、ノーズなどはレイナードのF3000シャシー流用設計である。ヨーロッパでは各国でチャピオンを獲得し多くのユーザーも得ているが、日本でレイナードがF3チャンピオン車となったのは1987年のみであり、ユーザーも少数派となっている。しかし乗り味は同社製のF3000にきわめて近いとされており、この年チャンピオンを獲得したレイドも王座確定後の終盤戦ではレイナードに乗り換えるなど評価は高い。
ダラーラ・F392
イギリス製が多いF3界では唯一となるイタリアのコンストラクターである。カーボンモノコックを採用し前面投影面積が小さく空力に対して優れた特性を持つ。ヨーロッパ、特にイタリアでは高いシェアを誇り好成績も残していたが、日本では後発の存在でまだ勝利はない。前年より日本のスムーズな路面に合わせたアジャストが進められた。
ボウマン・BC-2
元はVWエンジン専用に設計されたF3シャシーで、VWエンジンのコンパクトさに合わせて細く小さいボディとすることで直線スピードを得る狙いで設計された。前年初めて日本に投入されたBC-1に続く二作目のマシン。セッティングに対する幅が狭く、路面温度の急激な変化などには弱いと評されていた。コンセプトの通り直線での最高速は速い。
バンディーメン・RF92
イギリスのフォーミュラ・フォードで強さを発揮し圧倒的なシェアを獲得したコンストラクターがF3進出のために初めて製作したF3用シャシー。ハヤシレーシングがバンディーメンの2台体制で参戦した。

### 参戦エンジン
トヨタ・3S-G
1988年からの全日本F3における無限エンジンの台頭によって1990年シーズンまでは苦戦を強いられていたが、トムスシャシーが投入された前年に息を吹き返して王座を獲得した。トヨタのスポーツエンジンとしてはショートストロークのため高速域での伸びがあるのが長所だが、吸気制限のあるF3では高回転を活かしきれていない状態の中、燃焼室の改善など細かいリファインによって戦闘力を取り戻した。ベースはセリカやMR2に搭載されているDOHC4バルブエンジンである。
無限・MF204
プレリュードやアコードに搭載されるB20Aエンジン（4気筒DOHC）をベースに、F3規定に合わせて吸気制限が行われているため、パワーは170馬力と他社のエンジンと同等。無限は独自にロングストロークの採用によって中低速のトルクバンドを広くして操作性の良さを生み出している。1988年から1990年まで3年連続で全日本F3王座に就いたエンジンであり、この1992年に王座を取り返した。
フォルクスワーゲン・GX
フォルクスワーゲン・ゴルフに搭載の1.8リットルエンジンをベースとし、F3規定に合わせ2000ccにボアアップされている。LE GARAGE COXが開幕時にはこのGXエンジンで参戦したが、シーズン途中で無限エンジンへと変更したため、全日本F3から姿を消すこととなった。各国のF3スタンダードエンジンとしてその高い信頼性と軽量という長所でF3を支えてきた存在であった。

## エントリーリスト
| 車番 | ドライバー                                                                           | 車名（シャシー／エンジン）                                                                                              | エントラント／チーム                |
| ---- | ------------------------------------------------------------------------------------ | --- | ----------------------------------- |
| 2    | 戸田哲史（第6 - 10戦）                                                               | ファミリーマートRT35 → ファミリーマート923 （ラルトRT35 → レイナード923／無限MF204）                                    | TOMEI SPORT                         |
| 3    | アンソニー・レイド                                                                   | ファミリーマートRT35 → ファミリーマート923 （ラルトRT35 → レイナード923／無限MF204）                                    | TOMEI SPORT                         |
| 4    | 井上隆智穂                                                                           | SUPER NOVA 392 （ダラーラ392／無限MF204）                                                                               | SUPER NOVA                          |
| 5    | 沢登栄一（第1 - 4,8 - 10戦）                                                         | LE GARAGE COX RT RALT （ラルトRT35／VW GX → 無限MF204）                                                                 | LE GARAGE COX RACING TEAM           |
| 6    | 羽根幸浩（第1戦）                                                                    | ラルト 無限 （ラルトRT36／無限MF204）                                                                                   | NPSM RACING TEAM                    |
| 7    | 田中哲也 → ビクトル・ロッソ（第3戦）                                                 | セキスイツーユーホーム032F → セキスイツーユーホームRT35 （トムス032F → ラルトRT35／トムス-トヨタ3S-G）                  | セキスイツーユーホーム with TOM'S   |
| 8    | ジャック・ヴィルヌーヴ                                                               | ITOHAM TOM'S 032F （トムス032F／トムス-トヨタ3S-G）                                                                     | ITOHAM RACING with TOM'S            |
| 9    | リカルド・リデル                                                                     | TAKAUS CLINIC 032F （トムス032F／トムス-トヨタ3S-G）                                                                    | TAKASU CLINIC RACING TEAM           |
| 10   | 伊藤直澄（第1 - 5,7 - 10戦）                                                         | GIZA HOUSE RT35 無限 → GIZA HOUSE 032F トヨタ （ラルトRT35 → トムス032F／無限MF204 → トムス-トヨタ3S-G）                | GIZA RACING TEAM                    |
| 11   | 本山哲                                                                               | J-TRIAL ラルト 無限 （ラルトRT35／無限MF204）                                                                           | XEBEC MOTOR SPORTS                  |
| 12   | 中野信治                                                                             | PIAA ラルトRT36 無限 & PIAA ラルトRT35 無限 （ラルトRT36 & 35／無限MF204）                                              | NAKAJIMA PLANNING                   |
| 14   | 土屋圭市                                                                             | 5ZIGEN RT36 & 5ZIGEN RT35 （ラルトRT36 & 35／無限MF204）                                                                | TEAM 5ZIGEN                         |
| 15   | 西垣内正義（第1 - 3,9戦） → 原貴彦（第4戦） → ミカ・サロ（第5 - 8戦）                | 5ZIGEN RT36 & 5ZIGEN RT35 （ラルトRT36 & 35／無限MF204）                                                                | TEAM 5ZIGEN                         |
| 16   | 影山正美（第1 - 4,6 - 10戦）                                                         | SAS JUST TOMEI （ラルトRT35／無限MF204）                                                                                | TOMEI Racing                        |
| 17   | 夏川竜一                                                                             | CHERENA ラルト 無限 （ラルトRT35／無限MF204）                                                                           | CHERENA レーシングチーム            |
| 18   | トム・クリステンセン                                                                 | ALEXEL・文化・ORS・RT トヨタ → ALEXEL・文化・ORS・トムス トヨタ （ラルトRT36 & RT35 → トムス032F／トムス-トヨタ3S-G）   | NAVI CONNECTION RACING              |
| 19   | 高村一明                                                                             | CABIN RT36 無限 → CABIN RT35 無限 （ラルトRT36 → RT35／無限MF204）                                                      | CABIN RACING TEAM With IMPUL        |
| 20   | ジュリアン・ウエストウッド（第1 - 4戦） → 山内ヒロハル（第9戦） → 羽根幸浩（第10戦） | バンディーメン 無限 （バンディーメンRF92／無限MF204）                                                                   | ハヤシレーシング                    |
| 21   | 渋谷勉（第2 - 4,6,7,9戦）                                                            | バンディーメン 無限 （バンディーメンRF92／無限MF204）                                                                   | ハヤシレーシング                    |
| 22   | 石川朗                                                                               | CAPCOM RALT 無限 （ラルトRT35／無限MF204）                                                                              | CAPCOM RACING TEAM                  |
| 23   | ヘザー・ベイリー（第1 - 4,6,7,9,10戦）                                               | reynard 923 （レイナード923／無限MF204）                                                                                | SHE'S F3                            |
| 24   | 小野直人（第1戦） → 嶋村健太（第2 - 7戦）                                            | INTER LINK ラルト 無限 （ラルトRT35／無限MF204）                                                                        | GN-MOTION                           |
| 25   | 新田守男（第1,3 - 7戦）                                                              | 神奈川クリニック RALT トヨタ → 神奈川クリニック Reynard トヨタ （ラルトRT36 → RT35 → レイナード923／トムス-トヨタ3S-G） | 神奈川クリニックレーシングチーム    |
| 26   | 沢田龍太郎 → 福山英朗（第9,10戦）                                                    | ALEXEL・ORS・RT トヨタ （ラルトRT35／トムス-トヨタ3S-G）                                                                | NAVI CONNECTION RACING              |
| 27   | 早田岳史                                                                             | BOSCH BC2 （バウマンBC2／無限MF204）                                                                                    | 株式会社フナキレーシング            |
| 28   | 柴原眞介                                                                             | スリムビューティーハウス RT35 → スリムビューティーハウス BC2 （ラルトRT35 → バウマンBC2／無限MF204）                    | 株式会社フナキレーシング            |
| 29   | 大文字良浩                                                                           | フーセンウサギ RT36 ムゲン （ラルトRT36／無限MF204）                                                                    | FGレーシングチーム with LUCKY PENNY |
| 30   | 近藤真彦                                                                             | CHERENA ラルト 無限 （ラルトRT35／無限MF204）                                                                           | CHERENA レーシングチーム            |
| 31   | 青木博之（第2 - 4,8戦）                                                              | モリサワレーシング RT35 無限 （ラルトRT35／無限MF204）                                                                  | MORISAWA RACING COMPANY             |
| 32   | 山路慎一（第1 - 4戦）                                                                | Juice Tree RALT 無限 （ラルトRT35 → RT36／無限MF204）                                                                   | TM・Motor Sports Project            |
| 33   | 光貞秀俊（第1 - 8,10戦）                                                             | N.M.S ラルトRT36 無限 （ラルトRT36／無限MF204）                                                                         | NOW MOTOR SPORTS                    |
| 34   | 奥貫直                                                                               | OBAYASHI ラルト 無限 （ラルトRT35／無限MF204）                                                                          | SUNTEC・RACING・TEAM                |
| 35   | 斎藤薫（第3 - 10戦）                                                                 | DAI-DAN ラルト 無限 （ラルトRT36／無限MF204）                                                                           | SUNTEC・RACING・TEAM                |
| 36   | 藤村満男                                                                             | ENDLESS A.R.C. ダララ 無限 （ダラーラ392 & 391／無限MF204）                                                             | 株式会社エンドレススポーツ          |
| 37   | 小幡栄（第3戦）                                                                      | ENDLESS A.R.C. ダララ 無限 （ダラーラ391／無限MF204）                                                                   | 株式会社エンドレススポーツ          |
| 43   | 岡本幸夫（第1 - 4,6,7,9,10戦）                                                       | ラルトRT35 ムゲン （ラルトRT35改／無限MF204）                                                                           | S-OS with CITY LIFE43               |
| 44   | ユージニオ・ビスコ → ニコ・パラレス（第10戦）                                        | SUPER NOVA F392 （ダラーラ392／無限MF204）                                                                              | SUPER NOVA                          |
| 53   | 大山浩成（第3戦）                                                                    | ラルトRT35 トヨタ （ラルトRT35／トムス-トヨタ3S-G）                                                                     | BLITZ RACING TEAM                   |
| 56   | 岡田晃典（第1,2戦）                                                                  | ラルト 無限 （ラルトRT36／無限MF204）                                                                                   | MASSCARS RACING                     |
| 58   | 金海辰彦（第1 - 5,7 - 9戦）                                                          | オーイズミ ダッラーラ 無限 （ダラーラ392／無限MF204）                                                                   | レーシングサービス鈴木鈑金          |
| 69   | 高橋浩二                                                                             | テクノスジャパン BC2 無限 （バウマンBC2／無限MF204）                                                                    | テクノスジャパンレーシングチーム    |
| 70   | デレック・ヒギンズ（第1 - 5,7,8,10戦）                                               | VISIONS with STELLAR （ラルトRT35 → レイナード923／無限MF204）                                                          | ステラインターナショナル            |
| 71   | 千石栄次（第8戦）                                                                    | レイナード 無限 （レイナード923／無限MF204）                                                                            | ステラインターナショナル            |
| 73   | 佐田博文（第1戦） → 川本篤（第3,8,9戦）                                              | モリサワレーシング RT35 無限 （ラルトRT35／無限MF204）                                                                  | MORISAWA RACING COMPANY             |
| 77   | 原田淳（第9戦） → 山田英二（第10戦）                                                 | ラルト トヨタ （ラルトRT36／トムス-トヨタ3S-G）                                                                         |                                     |
| 80   | 金久憲司（第1,3,4,6 - 10戦）                                                         | FTBリーガー RALT35 無限 （ラルトRT35／無限MF204）                                                                       | 金久憲司                            |
| 84   | 戸田哲史（第1 - 5戦）                                                                | ファミリーマートRT35 （ラルトRT35／無限MF204）                                                                          | TOMEI SPORT                         |
| 89   | 辻坂彰治（第9戦）                                                                    | ラルト 無限 （ラルトRT35／無限MF204）                                                                                   |                                     |
| 90   | 桧井保孝（第1 - 5,7,8,10戦）                                                         | リーガル RT-35 無限 （ラルトRT35／無限MF204）                                                                           | TEAM REGAL ACTIVE                   |
| 93   | オリビエ・テブナン（第10戦）                                                         | BOWMAN BC3 （バウマンBC3／無限MF204）                                                                                   | 株式会社フナキレーシング            |

- タイヤは全車ブリヂストン

## スケジュールおよび勝者
|          | 決勝日   | 開催イベント               | 勝者                   | ポールポジション | ファステストラップ |
| -------- | -------- | -------------------------- | ---------------------- | ---------------- | ------------------ |
| 第1戦    | 3月8日   | 鈴鹿サーキット             | アンソニー・レイド     | A.レイド         | A.レイド           |
| 第2戦    | 3月29日  | 筑波サーキット             | アンソニー・レイド     | 本山哲           | 高村一明           |
| 第3戦    | 5月3日   | 富士スピードウェイ         | アンソニー・レイド     | 高村一明         | 藤村満男           |
| 第4戦    | 5月24日  | 鈴鹿サーキット             | アンソニー・レイド     | A.レイド         | A.レイド           |
| 第5戦    | 6月14日  | 仙台ハイランドレースウェイ | ジャック・ヴィルヌーヴ | R.リデル         | 高村一明           |
| 第6戦    | 6月28日  | TIサーキット英田           | リカルド・リデル       | T.クリステンセン |                    |
| 第7戦    | 7月12日  | MINEサーキット             | ジャック・ヴィルヌーヴ | R.リデル         | 田中哲也           |
| 第8戦    | 9月11日  | スポーツランドSUGO         | アンソニー・レイド     | A.レイド         | 田中哲也           |
| 第9戦    | 9月27日  | 鈴鹿サーキット             | リカルド・リデル       | J.ヴィルヌーヴ   | R.リデル           |
| F1日本GP | 10月25日 | 鈴鹿サーキット             | トム・クリステンセン   | T.クリステンセン |                    |
| 第10戦   | 11月15日 | 鈴鹿サーキット             | ジャック・ヴィルヌーヴ | J.ヴィルヌーヴ   | J.ヴィルヌーヴ     |

- 10月25日のF1日本GPサポートレース「F3 SUPER CUP」は選手権に含まれないスペシャルカップ。

## シリーズポイントランキング
| 順位     | 1位 | 2位 | 3位 | 4位 | 5位 | 6位 |
| ポイント | 9   | 6   | 4   | 3   | 2   | 1   |
| -------- | --- | --- | --- | --- | --- | --- |

- ベスト7戦の有効ポイント制
- 太字はポールポジション、斜字はファステストラップ。(key)

| ランキング | No. | ドライバー             | SUZ | TSU | FSW | SUZ | SEN | AID | MIN | SUG | SUZ | SUZ | ポイント |
| ---------- | --- | ---------------------- | --- | --- | --- | --- | --- | --- | --- | --- | --- | --- | -------- |
| 1          | 3   | アンソニー・レイド     | 1   | 1   | 1   | 1   | 24  | 2   | 7   | 1   | 6   | 4   | 54 (55)  |
| 2          | 8   | ジャック・ヴィルヌーヴ | 6   | 4   | 3   | 3   | 1   | 3   | 1   | 4   | 2   | 1   | 45 (52)  |
| 3          | 9   | リカルド・リデル       | 12  | Ret | DSQ | 7   | 2   | 1   | 4   | Ret | 1   | Ret | 27       |
| 4          | 22  | 石川朗                 | 11  | 3   | 5   | Ret | 4   | 5   | Ret | 2   | 4   | 2   | 26       |
| 5          | 18  | トム・クリステンセン   | Ret | DSQ | DSQ | 2   | 3   | DSQ | 3   | 3   | 3   | 5   | 24       |
| 6          | 19  | 高村一明               | 4   | 5   | 2   | Ret | 11  | 6   | DSQ | 14  | 13  | 3   | 16       |
| 7          | 7   | 田中哲也               | 10  | Ret |     | 17  | 6   | 4   | 2   | 11  | 5   | 10  | 12       |
| 8          | 11  | 本山哲                 | Ret | 2   | 17  | Ret | 5   | 10  | 6   | 6   | 8   | 6   | 11       |
| 9          | 44  | ユージニオ・ヴィスコ   | 2   | 15  | 20  | 5   | 9   | 18  | 8   | 9   | 15  |     | 8        |
| 10         | 4   | 井上隆智穂             | 5   | 13  | 4   | Ret | Ret | Ret | 18  | 8   | 16  | Ret | 5        |
| 11         | 43  | 岡本幸夫               | 14  | 6   | 6   | 4   |     | 17  | Ret |     | Ret | 11  | 5        |
| 12         | 90  | 桧井保孝               | 3   | 9   | 21  | 14  | 7   | 15  | 14  | 23  | 9   | 9   | 4        |
| 13         | 15  | ミカ・サロ             |     |     |     |     | Ret | 7   | 5   | 7   |     |     | 2        |
| 13         | 33  | 光貞秀俊               | Ret | 12  | 12  | 13  | 16  | 12  | 12  | 5   | Ret | Ret | 2        |
| 15         | 70  | デレック・ヒギンズ     | 7   | Ret | 8   | 6   | 10  |     | Ret | Ret |     | 16  | 1        |
| -          | 16  | 影山正美               | 8   | Ret | 15  | Ret |     | Ret | 9   | Ret | 7   | 8   | 0        |
| -          | 34  | 奥貫直                 | 9   | Ret | Ret | DNQ | 12  | 26  | DNQ | 16  | 10  | 7   | 0        |
| -          | 12  | 中野信治               | 18  | 11  | DNQ | 11  | 13  | 9   | 10  | Ret | 7   | 8   | 0        |
| -          | 14  | 土屋圭市               | 15  | 7   | DNQ | Ret | Ret | Ret | Ret | 10  | 14  | 13  | 0        |
| -          | 15  | 西垣内正義             | Ret | Ret | 7   |     |     |     |     |     | Ret |     | 0        |
| -          | 28  | 柴原眞介               | 13  | 10  | DNS | 12  | 8   | 8   | R   | R   | DNQ | 22  | 0        |
| -          | 26  | 沢田龍太郎             | Ret | 8   | DNQ | 10  | R   | R   | DNQ | 22  |     |     | 0        |
| -          | 2   | 戸田哲史               | Ret | Ret | 13  | 8   | Ret | 14  | Ret | Ret | Ret | 15  | 0        |
| -          | 36  | 藤村満男               | Ret | DNQ | 10  | 9   | 18  | 16  | Ret | 12  | Ret | 26  | 0        |
| -          | 27  | 早田岳史               | 17  | DNQ | 9   | 20  | Ret | 13  | 13  | 17  | 12  | 12  | 0        |
| -          | 30  | 近藤真彦               | 16  | DNQ | Ret | Ret | 15  | 11  | 11  | Ret | 17  | 22  | 0        |
| -          | 26  | 福山英朗               |     |     |     |     |     |     |     |     | 11  | 14  | 0        |
| -          | 10  | 伊藤直澄               | Ret | 14  | 11  | Ret | 17  |     | 15  | 20  | Ret | Ret | 0        |
| -          | 31  | 青木博之               |     | Ret | 14  | 19  |     |     |     | 13  |     |     | 0        |
| -          | 24  | 嶋村健太               |     | DNQ | Ret | DNQ | 14  | 23  | DNQ |     |     |     | 0        |
| -          | 15  | 原貴彦                 |     |     |     | 15  |     |     |     |     |     |     | 0        |
| -          | 71  | 千石栄次               |     |     |     |     |     |     |     | 15  |     |     | 0        |
| -          | 17  | 夏川竜一               | DNQ | DNQ | 23  | Ret | 22  | 21  | 16  | DNQ | Ret | 21  | 0        |
| -          | 80  | 金久憲司               | Ret |     | 16  | Ret |     | 22  | Ret | DNQ | Ret | 23  | 0        |
| -          | 32  | 山路慎一               | 22  | DNQ | DNQ | 16  |     |     |     |     |     |     | 0        |
| -          | 29  | 大文字良浩             | Ret | DNQ | DNQ | DNQ | 21  | DNS | 17  | 18  | DNQ | DNQ | 0        |
| -          | 44  | ニコ・パルハレス       |     |     |     |     |     |     |     |     |     | 17  | 0        |
| -          | 23  | ヘザー・ベイリー       | 21  | DNQ | 18  | 18  |     | 25  | 20  |     | Ret | 24  | 0        |
| -          | 69  | 高橋浩二               | DNQ | DNQ | DNQ | Ret | 19  | 19  | 21  | 19  | 18  | Ret | 0        |
| -          | 20  | 羽根幸浩               | DNQ |     |     |     |     |     |     |     |     | 18  | 0        |
| -          | 93  | オリビエ・テブナン     |     |     |     |     |     |     |     |     |     | 19  | 0        |
| -          | 21  | 渋谷勉                 |     | DNQ | DNQ | NC  |     | 20  | 19  |     | Ret |     | 0        |
| -          | 35  | 斉藤薫                 |     |     | DNQ | DNQ | 23  | 24  | DNQ | 21  | 19  | DNQ | 0        |
| -          | 25  | 新田守男               | DNQ |     | 19  | DNQ | 20  | 27  | DNQ |     |     |     | 0        |
| -          | 20  | J.ウェストウッド       | 19  | DNQ | 24  | DNQ |     |     |     |     |     |     | 0        |
| -          | 5   | 沢登栄一               | 20  | DNQ | DNQ | DNQ |     |     |     | DNQ | 20  | 23  | 0        |
| -          | 7   | ビクトル・ロッソ       |     |     | 22  |     |     |     |     |     |     |     | 0        |
| -          | 58  | 金海辰彦               | DNQ | DNQ | DNQ | DNQ | DNS |     | DNQ | DNQ | 22  |     | 0        |
| -          | 89  | 辻阪彰治               |     |     |     |     |     |     |     |     | DNQ |     | 0        |
| -          | 73  | 川本篤                 |     |     | DNQ |     |     |     |     | DNQ | DNQ |     | 0        |
| -          | 77  | 山田英二               |     |     |     |     |     |     |     |     |     | DNQ | 0        |
| -          | 56  | 岡田晃典               | DNQ | DNQ |     |     |     |     |     |     |     |     | 0        |
| -          | 20  | 山内ヒロハル           |     |     |     |     |     |     |     |     | DNQ |     | 0        |
| -          | 37  | 小幡栄                 |     |     | DNQ |     |     |     |     |     |     |     | 0        |
| -          | 77  | 原田淳                 |     |     |     |     |     |     |     |     | DNQ |     | 0        |
| -          | 24  | 小野直人               | DNQ |     |     |     |     |     |     |     |     |     | 0        |
| -          | 73  | 佐田博文               | DNQ |     |     |     |     |     |     |     |     |     | 0        |
| -          | 53  | 大山浩成               |     |     | DNQ |     |     |     |     |     |     |     | 0        |

- C=中止、Ret=リタイア、DNS=スタートできず、DNQ=予選不通過、DSQ=失格
  - 第2戦筑波でのNo.18（クリステンセン）の失格はタイヤ使用セット数の規定違反。
  - 第3戦富士でのNo.18（クリステンセン）とNo.9（リデル）の失格はレース後の車両重量不足判明のため。
  - 第6戦TIでのNo.18（クリステンセン）の失格はレース後車検でのエンジン規定違反判明のため。
  - 第7戦MINEでのNo.19（高村）の失格はエンジン寸法規定違反。